# Desiderato de Bourges
Desiderato de Bourges (f. 550) fue un santo franco y clérigo de Soissons.  

## Biografía
La iglesia venera a Desiderato y a su hermano Deodato aunque en el santoral solo se menciona al primero. Según cuenta la leyenda, sus padres (Auginus y Agia), que vivían en Soissons, no solo empleaban su tiempo y su dinero en socorrer a los pobres, sino que prácticamente convirtieron su casa en un hospital. Desiderato fue a servir a la corte del rey Clotario I y luchó para eliminar la herejía y la simonía de sus tierras. Todo ello ante una vida austera que contrastaba con la opulencia de la corte. 
Desiderato quiso retirarse a un monasterio pero siempre obtuvo la negativa del monarca. A la muerte de San Arcadio, en el año 541, fue elegido obispo de Bourges. Durante los nueve años en que gobernó dicha diócesis, se extendió la fama de sanador del obispo. También participó en varios sínodos, en particular en el quinto Concilio de Orléans y en el segundo de Auvernia; esos dos concilios combatieron la herejía del nestorianismo. En sus últimos años, san Desiderato tuvo por coadjutor a un joven sacerdote llamado Flaviano, cuya muerte prematura apresuró la del santo. La muerte de San Desiderato ocurrió probablemente, el 8 de mayo del año 550.